# El Ministerio del Tiempo
El Ministerio del Tiempo (br: O Ministério do Tempo) é uma série de televisão espanhola de fantasia e ficção histórica criada pelos irmãos Pablo e Javier Olivares e produzida por Onza, Cliffhanger e Globomedia Produzida para La 1 da TVE. A série é estrelada por Rodolfo Sancho, Hugo Silva, Aura Garrido, Nacho Fresneda, Macarena García, Cayetana Guillén Cuervo, Juan Gea, Francesca Piñón e Jaime Blanch. Seu enredo gira em torno de uma viagem no tempo em relação à história da Espanha.
Uma adaptação portuguesa intitulada Ministério do Tempo foi produzida pela Iniziomedia. O formato foi vendido para a China, com negociações mencionadas para Alemanha, França, Itália e EUA.

## Enredo
O Ministério do Tempo é o segredo mais bem guardado e que poucas pessoas conhecem do governo espanhol: uma instituição governamental autônoma que se reporta diretamente ao Primeiro Ministro e ao Monarca Espanhol. Suas patrulhas vigiam as portas do tempo para que nenhum intruso de outras épocas possa mudar a história em seu próprio benefício. A série acompanha as atribuições da mais nova patrulha do Ministério: aquela formada pelo soldado do Exército de Flandres Alonso de Entrerríos, a estudante do século XIX Amelia Folch e o paramédico do SAMUR do século XXI Julián Martínez.

## Elenco e personagens
- Rodolfo Sancho como Julián Martínez
- Aura Garrido como Amelia Folch
- Nacho Fresneda como Alonso de Entrerríos
- Juan Gea como Ernesto Jiménez
- Jaime Blanch como Subsecretário Salvador Martí
- Francesca Piñón como Angustias Vázquez
- Hugo Silva como Jesús Méndez Pontón
- Natalia Millán como Lola Mendieta
- Julián Villagrán como Diego Velázquez
- Xavier Boada como Enric Folch
- Fanny Gautier como Carme Folch
- Susana Córdoba como Blanca